# Parca (fiume)
Il Parca (in russo Парца?) è un fiume della Russia europea (Mordovia, Oblast' di Penza), affluente di destra del Vad.

## Descrizione
La sorgente del fiume si trova a 8 km dal villaggio di Ivantsevo, nel distretto Spasskij della regione di Penza; il corso del fiume si svolge prevalentemente in direzione nord-ovest. La lunghezza del fiume è di 117 km, di cui 92 km si trovano nel territorio della Mordovia. Sfocia nel Vad a 55 km dalla foce. L'area del suo bacino è di 2 700 km². La larghezza del letto del fiume è fino a 15 metri, la profondità è fino a 3 metri.